# Villa Haex
Villa Haex is een voormalige directeurswoning in de Nederlandse gemeente Heerlen. Het pand werd in de periode 1911-1913 gebouwd in opdracht van Albert Clément Haex (1878-1949), destijds een van de president-directeuren van de Oranje-Nassaumijnen. Het huis is een van de Heerlense villa's naar een ontwerp van architect Jan Stuyt en doet tegenwoordig dienst als kantoorpand.
De villa geniet sinds 1999 bescherming als rijksmonument.